# Grand Prix de Futsal
O Grand Prix de Futsal é uma competição internacional de futsal semelhante a Copa do Mundo de Futsal mas com países convidados e é realizado anualmente no Brasil. Foi disputado pela primeira vez em 2005. Em 2012, excepcionalmente, a competição não foi realizada devido à proximidade com a Copa do Mundo de Futsal de 2012.

## Formato da competição
O Grand Prix de Futsal conta com 16 seleções nacionais. A competição é dividida em quatro fases. Na primeira fase, as equipes são divididas em quatro chaves, com quatro seleções em cada uma delas. Avançam às quartas-de-final as duas melhores seleções de cada chave. A partir desta etapa, os jogos são eliminatórios, classificando os vencedores para a semifinal e, depois, para a final. Além disso, as equipes eliminadas seguem na disputa para definirem as colocações intermediárias do campeonato. Desta forma, todos os países estarão em quadra até os últimos dias do Grand Prix.

## Resultados
| Ano           | Sede (s)                          |         | Partida final | Partida final | Partida final   |        | Semifinalistas   | Semifinalistas | Semifinalistas |
| Ano           | Sede (s)                          | Campeão | Placar        | Vice-campeão  | Terceiro lugar  | Placar | Quarto lugar     |                |                |
| ------------- | --------------------------------- | ------- | ------------- | ------------- | --------------- | ------ | ---------------- | -------------- | -------------- |
| 2005 Detalhes | Brusque                           | Brasil  | 7–3           | Colômbia      | Argentina       | 3–1    | Uruguai          |                |                |
| 2006 Detalhes | Caxias do Sul                     | Brasil  | 5–3           | Itália        | Croácia         | 4–3    | Argentina        |                |                |
| 2007 Detalhes | Lages, Joinville e Jaraguá do Sul | Brasil  | 4–0           | Irã           | Argentina       | 5–4    | Hungria          |                |                |
| 2008 Detalhes | Fortaleza                         | Brasil  | 3–2           | Argentina     | Ucrânia         | 5–4    | Paraguai         |                |                |
| 2009 Detalhes | Anápolis e Goiânia                | Brasil  | 7–1           | Irã           | Romênia         | 4–2    | República Tcheca |                |                |
| 2010 Detalhes | Anápolis                          | Espanha | 2–1           | Brasil        | Paraguai        | 5–3    | Irã              |                |                |
| 2011 Detalhes | Manaus                            | Brasil  | 2–1           | Rússia        | Argentina       | 4–2    | Irã              |                |                |
| 2013 Detalhes | Maringá                           | Brasil  | 3–3 (4–2)     | Rússia        | Irã             | 6–2    | Paraguai         |                |                |
| 2014 Detalhes | São Bernardo do Campo             | Brasil  | 7–2           | Colômbia      | Irã             | 10–4   | Guatemala        |                |                |
| 2015 Detalhes | Uberaba                           | Brasil  | 4–3           | Irã           | Colômbia        | 1–0    | Paraguai         |                |                |
| 2018 Detalhes | Brusque                           |         | Brasil        | 4-2           | República Checa |        | Uruguai          | 6-1            | Costa Rica     |

## Quadro Geral
| Ordem | País      | Medalha de ouro | Medalha de prata | Medalha de bronze | Total |
| ----- | --------- | --------------- | ---------------- | ----------------- | ----- |
| 1     | Brasil    | 10              | 1                | 0                 | 10    |
| 2     | Espanha   | 1               | 0                | 0                 | 1     |
| 3     | Irã       | 0               | 3                | 2                 | 5     |
| 4     | Colômbia  | 0               | 2                | 1                 | 3     |
| 4     | Rússia    | 0               | 2                | 0                 | 2     |
| 6     | Argentina | 0               | 1                | 3                 | 4     |
| 7     | Itália    | 0               | 1                | 0                 | 1     |
| 8     | Croácia   | 0               | 0                | 1                 | 1     |
| 8     | Paraguai  | 0               | 0                | 1                 | 1     |
| 8     | Romênia   | 0               | 0                | 1                 | 1     |
| 8     | Ucrânia   | 0               | 0                | 1                 | 1     |

### Artilheiros

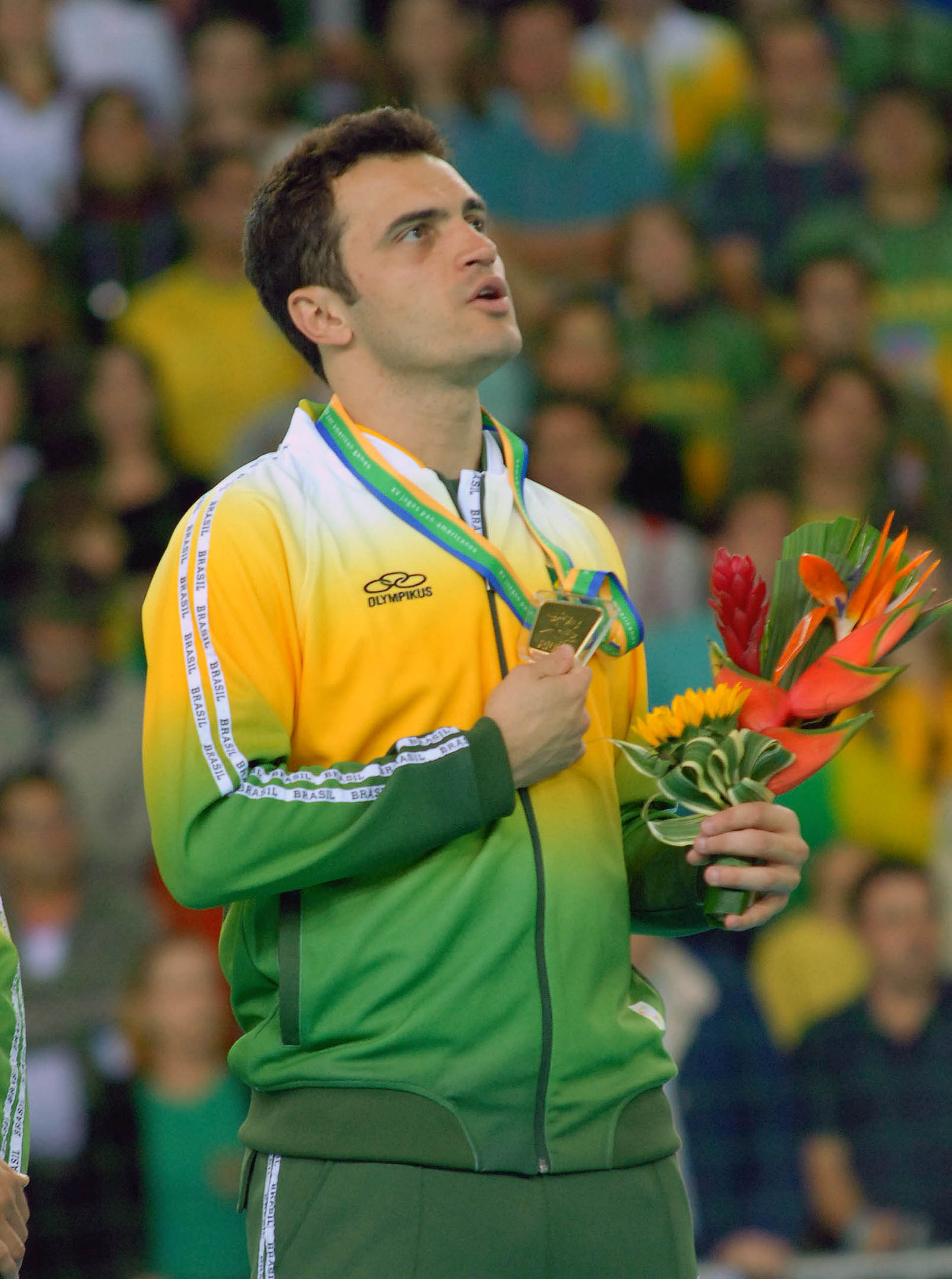
O brasileiro Falcão é o atleta mais vezes artilheiro da competição (3 vezes).

| Ano  | Jogador               | Gols |
| ---- | --------------------- | ---- |
| 2005 | Betão                 | 8    |
| 2006 | Falcão                | 7    |
| 2007 | Falcão                | 9    |
| 2008 | Lukaian               | 9    |
| 2009 | Falcão                | 10   |
| 2010 | Pula                  | 11   |
| 2011 | André Vanderlei       | 11   |
| 2013 | Fernandinho           | 7    |
| 2014 | Hossein Tayebibidgoli | 11   |

## Participações
| Seleção         | 2005 | 2006 | 2007 | 2008 | 2009 | 2010 | 2011 | 2013 | 2014 | 2015 | 2018 | Anos |
| --------------- | ---- | ---- | ---- | ---- | ---- | ---- | ---- | ---- | ---- | ---- | ---- | ---- |
| Angola          |      |      | 13º  | 13º  | 16º  |      | 11º  |      |      | 7º   |      | 5    |
| Argentina       | 3º   | 4º   | 3º   | 2º   | 5º   | 7º   | 3º   | 5º   |      |      |      | 8    |
| Bélgica         |      |      | 5º   |      |      |      | 13º  |      |      |      | 5º   | 3    |
| Brasil          | 1º   | 1º   | 1º   | 1º   | 1º   | 2º   | 1º   | 1º   | 1°   | 1°   | 1º   | 11   |
| Canadá          |      |      | 15º  | 16º  |      |      |      |      |      |      |      | 2    |
| Chile           |      | 6º   | 14º  | 14º  |      |      |      |      |      |      |      | 3    |
| Colômbia        | 2º   |      |      | 6º   |      |      |      |      | 2º   | 3º   |      | 4    |
| Costa Rica      |      |      |      |      | 10º  | 12º  | 15º  |      | 5º   |      | 4º   | 5    |
| Croácia         |      | 3º   |      | 7º   |      |      |      |      |      |      |      | 2    |
| República Checa |      | 5º   |      | 8º   | 4º   | 8º   | 8º   |      |      |      | 2º   | 6    |
| Equador         |      |      |      |      | 15º  |      |      |      |      |      |      | 1    |
| Seleção         | 2005 | 2006 | 2007 | 2008 | 2009 | 2010 | 2011 | 2013 | 2014 | 2015 | 2018 | Anos |
| Egito           |      |      | 8º   | 10º  |      |      |      |      |      |      |      | 2    |
| Guatemala       |      |      |      |      | 7º   | 11º  | 5º   | 6º   | 4º   | 6º   |      | 6    |
| Hungria         |      |      | 4º   |      | 12º  |      | 10º  |      |      |      |      | 3    |
| Itália          |      | 2º   |      |      |      | 5º   |      |      |      |      |      | 2    |
| Irã             |      |      | 2º   |      | 2º   | 4º   | 4º   | 3º   | 3º   | 2º   |      | 7    |
| Japão           |      |      |      |      |      |      |      | 8º   |      |      |      | 1    |
| Líbia           |      |      |      |      |      | 10º  |      |      |      |      |      | 1    |
| Moçambique      |      |      | 11º  | 12º  | 14º  |      | 12º  |      |      |      |      | 4    |
| Países Baixos   |      |      | 10º  |      |      | 13º  | 9º   |      |      |      |      | 3    |
| Paraguai        | 5º   |      | 12º  | 4º   | 8º   | 3º   | 6º   | 4º   |      | 4º   |      | 8    |
| Peru            |      |      |      | 15º  | 11º  |      |      |      |      |      |      | 2    |
| Portugal        |      |      |      |      |      | 6º   |      |      |      |      |      | 1    |
| Seleção         | 2005 | 2006 | 2007 | 2008 | 2009 | 2010 | 2011 | 2013 | 2014 | 2015 | 2018 | Anos |
| Catar           |      |      |      |      |      | 16º  |      |      |      |      |      | 1    |
| Romênia         |      |      |      |      | 3º   | 14º  |      |      |      |      |      | 2    |
| Rússia          |      |      |      |      |      | 9º   | 2º   | 2º   |      |      |      | 3    |
| Sérvia          |      |      |      | 5º   |      |      |      | 7°   |      |      |      | 2    |
| Eslovênia       |      |      | 6º   |      |      |      |      |      |      |      |      | 1    |
| Espanha         |      |      |      |      |      | 1º   |      |      |      |      |      | 1    |
| Ucrânia         |      |      |      | 3º   | 6º   |      |      |      |      |      |      | 2    |
| Estados Unidos  |      |      |      |      |      |      | 16º  |      |      |      |      | 1    |
| Uruguai         | 4º   |      | 7º   | 11º  | 13º  |      | 7º   |      |      | 5º   | 3º   | 7    |
| Uzbequistão     |      |      | 9º   |      |      |      |      |      |      |      |      | 1    |
| Venezuela       | 6º   |      |      | 9º   | 9º   |      |      |      |      |      |      | 3    |
| Vietnã          |      |      |      |      |      |      |      |      | 6º   |      |      | 1    |
| Zâmbia          |      |      |      |      |      | 15º  | 14º  |      |      | 8º   |      | 3    |
| Total           | 6    | 6    | 15   | 16   | 16   | 16   | 16   | 8    | 6    | 8    |      |      |

## Resultados por confederações

### AFC (Ásia)
|          | 2005 | 2006 | 2007 | 2008 | 2009 | 2010 | 2011 | 2013 | 2014 | Total |
| -------- | ---- | ---- | ---- | ---- | ---- | ---- | ---- | ---- | ---- | ----- |
| Seleções | 0    | 0    | 2    | 0    | 1    | 2    | 1    | 2    | 2    | 10    |
| 1º       | ×    | ×    | ×    | ×    | ×    | ×    | ×    | ×    | ×    | 0     |
| 2º       | ×    | ×    | 2º   | ×    | 2º   | ×    | ×    | ×    | ×    | 2     |
| 3º       | ×    | ×    | ×    | ×    | ×    | ×    | ×    | 3º   | 3º   | 2     |
| 4º       | ×    | ×    | ×    | ×    | ×    | 4º   | 4º   | ×    | ×    | 2     |

### CAF (África)
|          | 2005 | 2006 | 2007 | 2008 | 2009 | 2010 | 2011 | 2013 | 2014 | Total |
| -------- | ---- | ---- | ---- | ---- | ---- | ---- | ---- | ---- | ---- | ----- |
| Seleções | 0    | 0    | 3    | 3    | 2    | 2    | 3    | 0    | 0    | 13    |
| 1º       | ×    | ×    | ×    | ×    | ×    | ×    | ×    | ×    | ×    | 0     |
| 2º       | ×    | ×    | ×    | ×    | ×    | ×    | ×    | ×    | ×    | 0     |
| 3º       | ×    | ×    | ×    | ×    | ×    | ×    | ×    | ×    | ×    | 0     |
| 4º       | ×    | ×    | ×    | ×    | ×    | ×    | ×    | ×    | ×    | 0     |

### CONCACAF (América do Norte, Central e Caribe)
|          | 2005 | 2006 | 2007 | 2008 | 2009 | 2010 | 2011 | 2013 | 2014 | Total |
| -------- | ---- | ---- | ---- | ---- | ---- | ---- | ---- | ---- | ---- | ----- |
| Seleções | 0    | 0    | 1    | 1    | 2    | 2    | 3    | 1    | 2    | 12    |
| 1º       | ×    | ×    | ×    | ×    | ×    | ×    | ×    | ×    | ×    | 0     |
| 2º       | ×    | ×    | ×    | ×    | ×    | ×    | ×    | ×    | ×    | 0     |
| 3º       | ×    | ×    | ×    | ×    | ×    | ×    | ×    | ×    | ×    | 0     |
| 4º       | ×    | ×    | ×    | ×    | ×    | ×    | ×    | ×    | 4º   | 1     |

### CONMEBOL (América do Sul)
|          | 2005 | 2006 | 2007 | 2008 | 2009 | 2010 | 2011 | 2013 | 2014 | Total |
| -------- | ---- | ---- | ---- | ---- | ---- | ---- | ---- | ---- | ---- | ----- |
| Seleções | 6    | 3    | 5    | 8    | 7    | 3    | 4    | 3    | 2    | 41    |
| 1º       | 1º   | 1º   | 1º   | 1º   | 1º   | ×    | 1º   | 1º   | 1º   | 8     |
| 2º       | 2º   | ×    | ×    | 2º   | ×    | 2º   | ×    | ×    | 2º   | 4     |
| 3º       | 3º   | ×    | 3º   | ×    | ×    | 3º   | 3º   | ×    | ×    | 4     |
| 4º       | 4º   | 4º   | ×    | 4º   | ×    | ×    | ×    | 4º   | ×    | 4     |

### UEFA (Europa)
|          | 2005 | 2006 | 2007 | 2008 | 2009 | 2010 | 2011 | 2013 | 2014 | Total |
| -------- | ---- | ---- | ---- | ---- | ---- | ---- | ---- | ---- | ---- | ----- |
| Seleções | 0    | 3    | 4    | 4    | 4    | 7    | 5    | 2    | 0    | 29    |
| 1º       | ×    | ×    | ×    | ×    | ×    | 1º   | ×    | ×    | ×    | 1     |
| 2º       | ×    | 2º   | ×    | ×    | ×    | ×    | 2º   | 2º   | ×    | 3     |
| 3º       | ×    | 3º   | ×    | 3º   | 3º   | ×    | ×    | ×    | ×    | 3     |
| 4º       | ×    | ×    | 4º   | ×    | 4º   | ×    | ×    | ×    | ×    | 2     |